# Phoxocampus belcheri
Phoxocampus belcheri är en fiskart som först beskrevs av Johann Jakob Kaup 1856.  Phoxocampus belcheri ingår i släktet Phoxocampus och familjen kantnålsfiskar. Inga underarter finns listade i Catalogue of Life.